# هانيلور بوده
هانيلور بوده (بالألمانية: Hannelore Bode)‏ هي مغنية أوبرا ألمانية، ولدت في 2 أغسطس 1941 في برلين في ألمانيا.

## وصلات خارجية
- هانيلور بوده على موقع ميوزك برينز (الإنجليزية)
- هانيلور بوده على موقع ديسكوغز (الإنجليزية)